# Ляпунов, Ульян Семёнович
Ульян Семёнович Ляпунов — московский дворянин, голова и воевода во времена правления Михаила Фёдоровича и Алексея Михайловича.
Из дворянского рода Ляпуновы. Младший сын Семёна Иевлевича Ляпунова. Имел братьев Фёдора, Михаила, Сидора и Бориса Семёновичей, все известны только по родословным.

## Биография

### Служба Михаилу Фёдоровичу
В 1625 году второй воевода Передового полка в Михайлове. В этом же году совместно с Владимиром Прокопьевичем Ляпуновым местничал с князем Фёдором Фёдоровичем Волконским-Мерин и Иваном Юрьевичем Ловчиковым. Ульян Семёнович отказался быть в подчинении у Волконского, списков не взял. Для разбора дела был послан князь Гагин, Ляпунов его не послушался и был посажен в тюрьму, но Волконский докладывал, что князь Гагин посадил Ляпунова не в тюрьму, а в городню, откуда тот проломал лаз, ходит на башню и живёт в своё удовольствие. На что Государь повелел направить в Михайлов Пущина, которому было дано указание освободить Ляпунова и направить на службу, а не послушает посадить в тюрьму. После чего Ляпунов отбыл на предписанную ему службу, где ходил в поход "по вестям". Когда Государь отставил от должности Ф.Ф. Волконского, то на его место пришёл И.Ю. Ловчиков, но  Ульян Семёнович стал местничать и с ним, отказавшись от службы. Государь вновь дал указание посадить его в тюрьму в случае отказа, но Ляпунов уступил и выполнил боярский приговор.  Данное местничество примечательно тем, что в нём прозвучала легенда о происхождении князей Волконских от "проскурницкой дочери" "девки Апы" и впоследствии не раз использованной в местнических делах против князей Волконских.
В 1627-1629 годах в Боярской книге показан рязанским дворянином.
В 1628 году второй воевода Сторожевого полка в Пронске.
В 1630 году второй воевода Прибыльного полка.
В 1631 году вновь воевода Передового полка в Михайлове.
В июне 1636 года послан от Государя в Можайск, совместно с родственником Василием Григорьевичем Ляпуновым,  спросить о здоровье к возвращающемуся из Речи Посполитой русского посольства во главе с бояриным и князем Алексеем Михайловичем Львовым и думным дворянином Степаном Матвеевичем Проестовым.  В задачи посольства входил один из вопросов о возвращению в Россию тела царя Василия IV Ивановича Шуйского с братом, князем Дмитрием Ивановичем и его жены, дочери Малюты Скуратова — Екатерины Григорьевны.
В 1636-1658 годах в Боярской книге записан московским дворянином.
В мае 1638 года голова одиннадцатой сотни городовых дворян на встрече крымского посла за Калужскими воротами с бояриным и князем Андреем Андреевичем Голицыным.
В 1644 году воевода в Усерде.

#### Служба Алексею Михайловичу
В 1646 году, совместно с подьячим Юрием Феофановым переписчик порожних земель в Тарусском уезде.
В августе 1656 года воевода в Рязани, куда царь Алексей Михайлович прислал ему указную грамоту.
Умер после 1658 года. По родословной росписи показан бездетным.